# Эхсарау
Э́хсарау (исл. Öxará) — река на юго-западе Исландии. Протекает по территории национального парка Тингведлир.
Длина реки составляет 17 км, площадь водосбора — 45 км².

## Течение
Эхсарау берёт своё начало из озера Миркаватн к северу от горы Бурфедль у фьорда Хваль-фьорд. Течёт на юго-восток по местности Эхсараурдалюр (исл. Öxarárdalur), названной в честь реки. Незадолго до впадения в озеро Тингвадлаватн, она обрывается живописным водопадом Эхсараурфосс в ущелье Алманнагья и на оставшемся участке образует многочисленные острова.

## История
Согласно археологическим и геологическим исследованиям, в прошлом река текла по иному руслу — сквозь Стеккьяргьяу (исл. Stekkjargjá). Из «Саги о Стурлунгах» известно о рукотворном изменении русла — ближе к ущелью Алманнагья, чтобы снабдить водой Тингорд. Таким образом, русло реки является старейшим сооружением человека в Тингведлире.

## Галерея

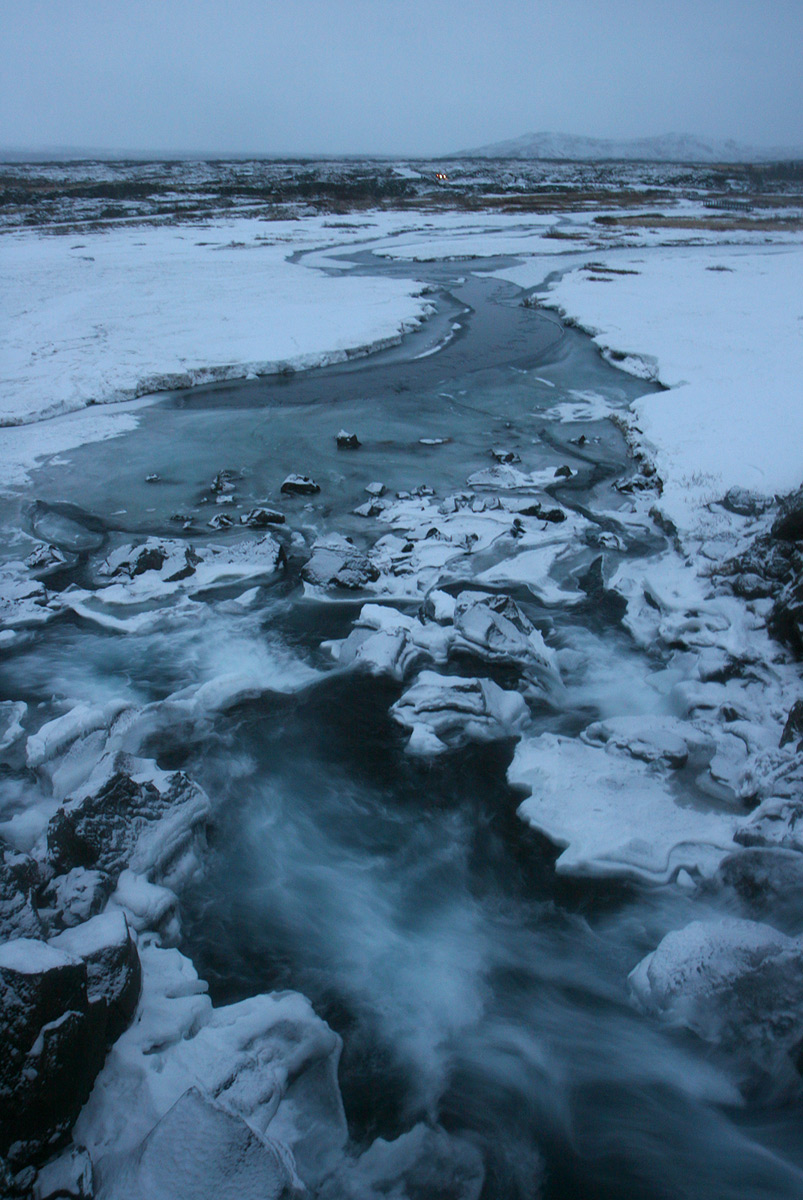
Река зимой
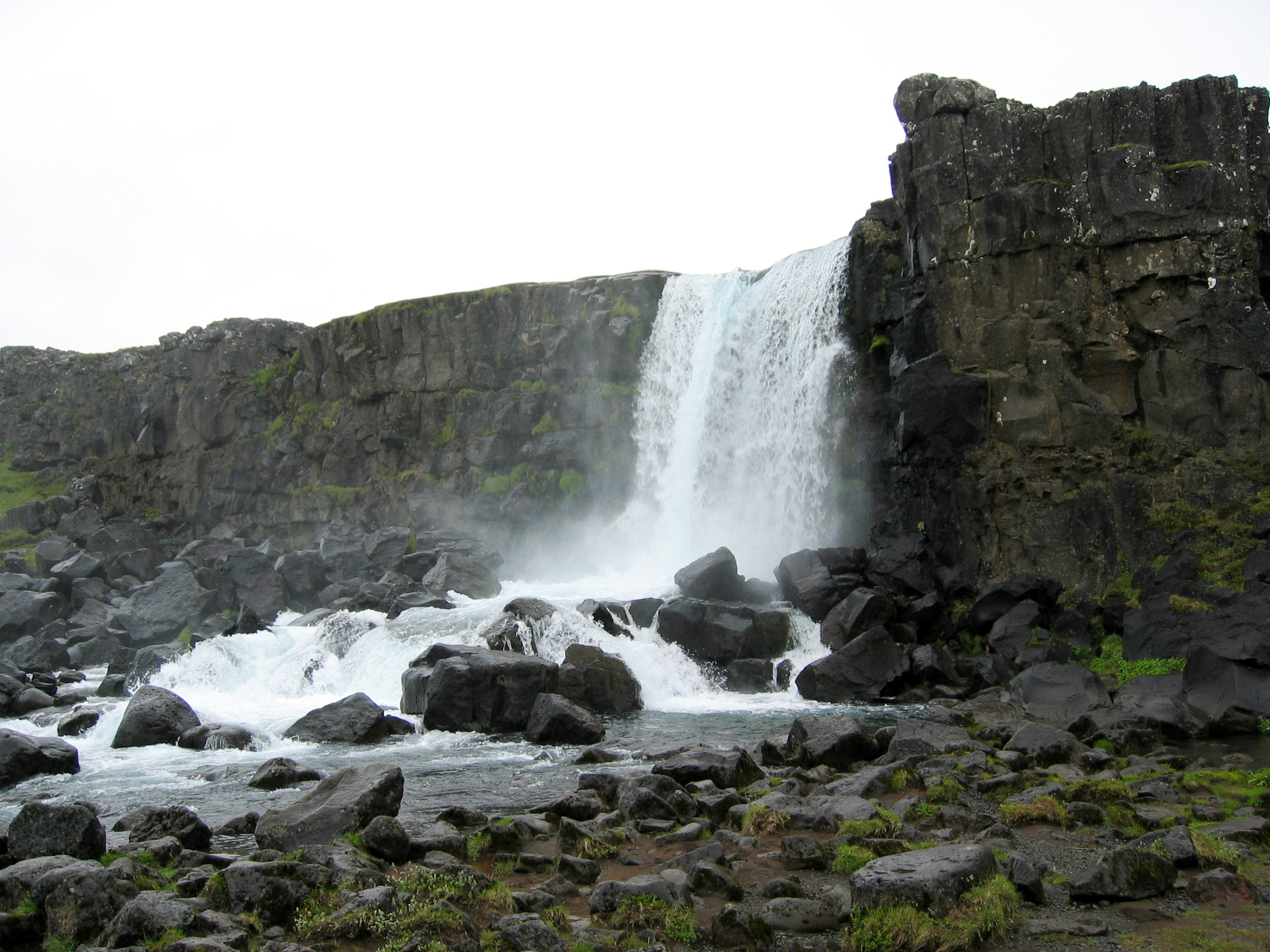
Водопад Эхсараурфосс
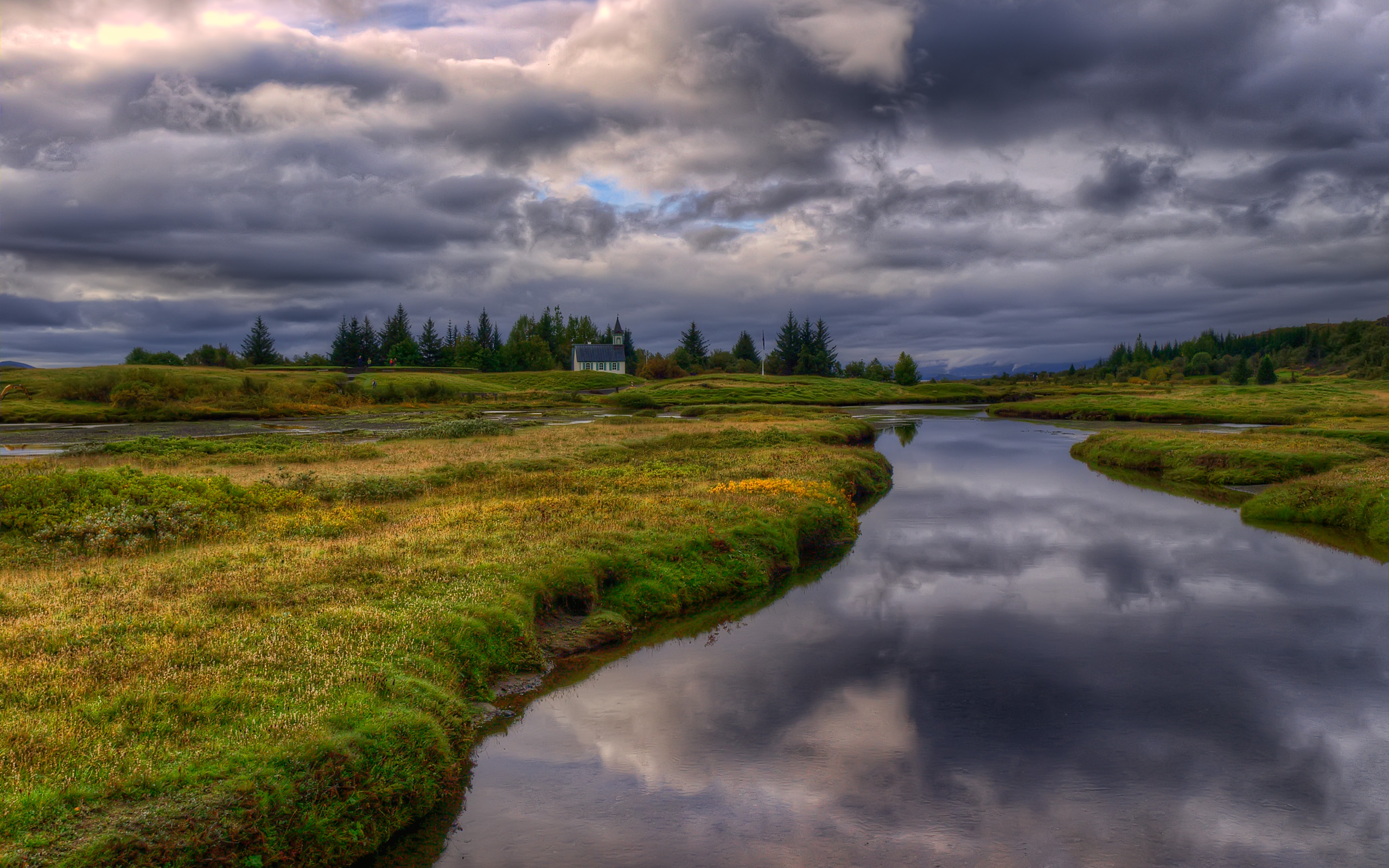
Река в парке Тингведлир
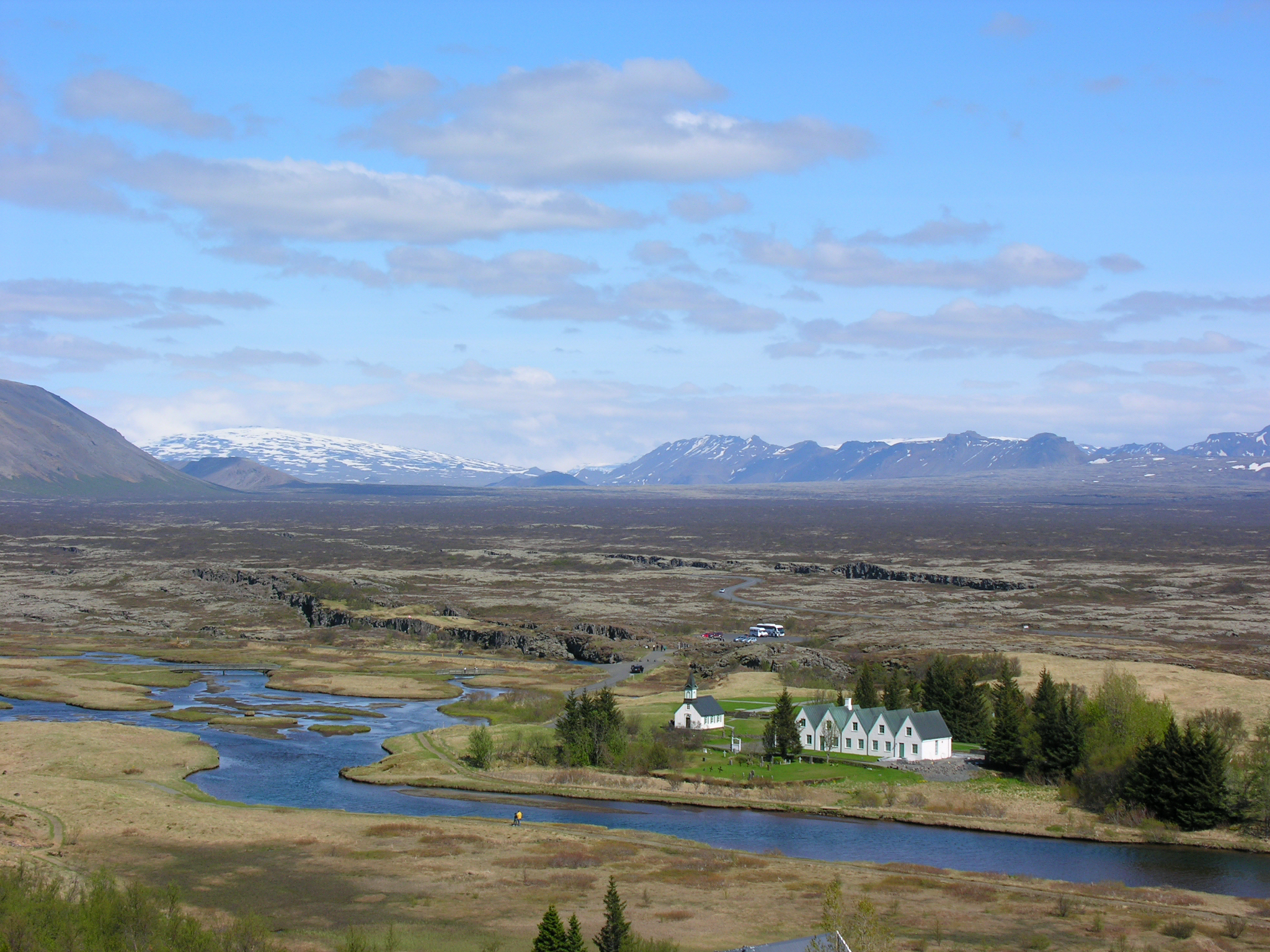
Река в парке Тингведлир, 2008 год